# Ил Ђелзо (Анкона)
Ил Ђелзо је насеље у Италији у округу Анкона, региону Марке.
Према процени из 2011. у насељу је живело 203 становника. Насеље се налази на надморској висини од 55 м.